# سرطان كماني مخفي
سرطان كماني مخفي (الاسم العلمي: Uca cryptica) هو نوع من الحيوانات يتبع جنس السرطان الكماني من فصيلة السرطانات الشبحية.